# Project Denver
Project Denver是NVIDIA公司於2011年1月5日在CES 2011上發表的採用ARM架構的微處理器，中文含義為“丹佛計畫”。
2011年1月5日NVIDIA宣佈將自行設計與研發基於ARM架構的桌上型電腦CPU，産品代號Project Denver（丹佛計畫）。其處理器能夠支援微軟下一代桌面系統Windows 8以及行動平臺上的Google Android、苹果iOS等。相比之前的Tegra產品，NVIDIA總裁表示这将是一颗高度定制化的“ARM兼容CPU”，即获得ARM指令集授权，但处理器微架构则完全由NVIDIA自行开发，以更高性能面向桌面、服务器甚至高性能计算市场。屆時NVIDIA基於ARM架構的處理器將在市場上與Intel和AMD等基於X86架構的處理器直接競爭。
2014年1月6日，NVIDIA宣布了丹佛计划的首个成果——64位版Tegra K1。